# 김이나의 비인칭 시점
김이나의 비인칭 시점은 한국방송공사의 시사교양 프로그램이다.

## 기획의도
스토리 프로그램

## 진행자
- 김이나
- 서혜정
- 이규화